# Déryné Program
A Déryné Program 2020 tavaszán jött létre Budapesten. A programmal célja a kulturális kormányzatnak az volt, hogy a minőségi kultúra ne csak a szűk elit kiváltsága legyen, hanem minden állampolgár (vidéken is) hozzáférjen a minőségi előadásokhoz.

## Története
A program elindításának célja volt, hogy minőségi színházi előadásokat juttasson el vidéki kistelepülésekre, ahol erre igény mutatkozik. A programhoz önkéntesen csatlakozhattak a vidéki művelődési házak, intézmények. 
A Déryné Programba való bekerülésről minden alprogram esetében a 9 tagú szakmai bizottság dönt, amelynek tagja Vidnyánszky Attila, Balogh Tibor, Kis Domonkos Márk, Kulcsár Edit, Nagy Gábor, Oberfrank Pál, Szedlacsek Emília, Szente Béla és Szigetvári József.

### Alappillérek

#### Országjárás
Az alprogramba bekerülő előadásokról kuratórium hoz döntést. Az első sajtótájékoztatón elhangzott: ifjúsági előadással, vígjátékkal, komédiával, drámával vagy tematikus nemzeti ünnephez kötődő előadásokkal is jelentkezhetnek a teátrumok. A program vezetőinek célja volt, hogy mielőbb kialakuljon egy kb. 50 előadásból álló "repertoár", azaz kiajánlható produkció. A cél első évben 300, a második évtől már 500-600 előadás megtartása volt.

#### Barangoló
Az alprogram pályakezdő fiatal csoportoknak, független művészeknek és művészi társulásoknak ad anyagi lehetőséget arra, szakmai mentorok segítségével létrehozzanak produkciókat. Minden évben előnyt élveznek majd a hiánypótló, 14-16 éves korosztálynak szóló ifjúsági, valamint a klasszikus magyar szerzők műveit feldolgozó előadások. A létrejövő alkotások belekerülhetnek majd az Országjáró alprogramba is.

#### Nyári vándorszínház
Az alprogrammal elsősorban a kistelepüléseket, az első évben főként a már 2015-től sikeresen működő Pajtaszínházi programban résztvevő települések megszólítása volt a cél. A modul másik része a fesztiválok, táborok minőségi programkínálatának bővítését célozza.

#### Saját társulat
Az első évben 1-2, következő évektől 3-5 bemutató létrehozása volt a cél, magyar szerzők műveire helyezve a hangsúlyt.

## Társulat (2024/2025)

### Vezetés
- Ügyvezető: Kis Domonkos Márk
- Gazdasági igazgató: Magyar Zsófia
- Projektvezető (Vándorszínház, Országjárás): Orosz Dániel
- Projektvezető (Barangoló): Resetár Dániel
- Projektvezető – KultUp Program: Héjja Gábor
- Projektvezető (Vitéz László Alprogram): Brandt Eszter
- Projektvezető: Kolti Helga
- Programigazgató: Smál-Szilaj Gábor

### Színészek
- Dányi Krisztián
- Erdélyi Tímea
- Gulyás Gabriella
- Havasi Péter
- Horváth Márk
- Ivaskovics Viktor
- Janka Barnabás
- Kaszás Mihály
- Kárpáti Barnabás
- Losonczi Kata
- Pásztor Márk
- Szemerédi Bernadett
- Széplaky Géza
- Tarpai Viktória
- Turi Bálint
- Vas Judit Gigi

## Forrás
- Hivatalos honlap